# حوض زهرا
به همت و توفیق جناب آقای حاج شیخ محمد حسن بیدختی صالحعلی شاه (طاب ثراه) در سیزدهم جمادی الاولی ۱۳۶۸ قمری شروع و در ۱۳۶۹ پایان یافت و بمناسبت تصادف روز شروع آن با روز وفات بانو زهرا بحوض زهرا موسوم شد.
حوض زهرا مربوط به دوره پهلوی اول است و در ۱ کیلومتری شمال شرق بیدخت واقع شده و این اثر در تاریخ ۲۲ مرداد ۱۳۸۴ با شمارهٔ ثبت ۱۳۱۰۹ به‌عنوان یکی از آثار ملی ایران به ثبت رسیده است.